# Coupe des clubs champions européens 1966-1967
Navigation
Édition précédente Édition suivante
La Coupe des clubs champions européens 1966-1967 a vu la victoire du Celtic FC.
C'est la première Coupe des clubs champions européens gagnée par un club britannique.
33 équipes de 32 associations de football ont pris part à la compétition qui s'est terminée le 25 mai 1967 par la finale à l'Estadio Nacional à Lisbonne. Cette édition voit l'arrivée d'un nouveau trophée surnommé "la Coupe aux grandes oreilles" en remplacement de l'ancien trophée original. Ce nouveau trophée est toujours en vigueur aujourd'hui. 

## Tour préliminaire
| Équipe 1            | Résultat | Équipe 2           | Aller | Retour |
| ------------------- | -------- | ------------------ | ----- | ------ |
| Sliema Wanderers FC | 1 - 6    | CSKA CZ Sofia      | 1 - 2 | 0 - 4  |
| Waterford AFC       | 1 - 12   | FC Vorwärts Berlin | 1 - 6 | 0 - 6  |

## Premier tour
| Équipe 1                     | Résultat     | Équipe 2                    | Aller  | Retour | Appui |
| ---------------------------- | ------------ | --------------------------- | ------ | ------ | ----- |
| Celtic FC                    | 5 - 0        | FC Zurich                   | 2 - 0  | 3 - 0  | -     |
| KR Reykjavik                 | 4 - 8        | FC Nantes                   | 2 - 3  | 2 - 5  | -     |
| Malmö FF                     | 1 - 5        | Club Atlético Madrid        | 0 - 2  | 1 - 3  | -     |
| ESV Admira-NÖ Energie Vienne | 0 - 1        | FK Vojvodina Novi Sad       | 0 - 1  | 0 - 0  | -     |
| Liverpool FC                 | 5 - 3        | FC Petrolul Ploiești        | 2 - 0  | 1 - 3  | 2 - 0 |
| AFC Ajax                     | 4 - 1        | Beşiktaş JK                 | 2 - 0  | 2 - 1  | -     |
| Haka Valkeakoski             | 1 - 12       | RSC anderlechtois           | 1 - 10 | 0 - 2  | -     |
| Esbjerg fB                   | 0 - 6        | VTJ Dukla Prague            | 0 - 2  | 0 - 4  | -     |
| FC Aris Bonnevoie            | 4 - 9        | Linfield FC                 | 3 - 3  | 1 - 6  | -     |
| KS Górnik Zabrze             | 6 - 4        | FC Vorwärts Berlin          | 2 - 1  | 1 - 2  | 3 - 1 |
| CSKA CZ Sofia                | 3 - 2        | Olympiakós FC Le Pirée      | 3 - 1  | 0 - 1  | -     |
| TSV Munich 1860              | 10 - 1       | AC Omónia Nicosie           | 8 - 0  | 2 - 1  | -     |
| Vasas SC                     | 7 - 0        | SC Portugal                 | 5 - 0  | 2 - 0  | -     |
| FC Internazionale            | 1 - 0        | FK Torpedo Moscou           | 1 - 0  | 0 - 0  | -     |
| Vålerenga FB                 | Q. - forfait | KS 17 Nëntori               | -      | -      | -     |
| Real Madrid CF               | exempté      | en tant que tenant du titre |        |        |       |

## Huitièmes de finale
| Équipe 1              | Résultat | Équipe 2             | Aller | Retour | Appui    |
| --------------------- | -------- | -------------------- | ----- | ------ | -------- |
| FC Nantes             | 2 - 6    | Celtic FC            | 1 - 3 | 1 - 3  | -        |
| FK Vojvodina Novi Sad | 6 - 5    | Club Atlético Madrid | 3 - 1 | 0 - 2  | 3 - 2 ap |
| AFC Ajax              | 7 - 3    | Liverpool FC         | 5 - 1 | 2 - 2  | -        |
| VTJ Dukla Prague      | 6 - 2    | RSC anderlechtois    | 4 - 1 | 2 - 1  | -        |
| CSKA CZ Sofia         | 4 - 3    | KS Górnik Zabrze     | 4 - 0 | 0 - 3  | -        |
| Vålerenga FB          | 2 - 5    | Linfield FC          | 1 - 4 | 1 - 1  | -        |
| TSV Munich 1860       | 2 - 3    | Real Madrid CF       | 1 - 0 | 1 - 3  | -        |
| FC Internazionale     | 4 - 1    | Vasas SC             | 2 - 1 | 2 - 0  | -        |

## Quarts de finale
| Équipe 1              | Résultat | Équipe 2         | Aller | Retour |
| --------------------- | -------- | ---------------- | ----- | ------ |
| FK Vojvodina Novi Sad | 1 - 2    | Celtic FC        | 1 - 0 | 0 - 2  |
| AFC Ajax              | 2 - 3    | VTJ Dukla Prague | 1 - 1 | 1 - 2  |
| Linfield FC           | 2 - 3    | CSKA CZ Sofia    | 2 - 2 | 0 - 1  |
| FC Internazionale     | 3 - 0    | Real Madrid CF   | 1 - 0 | 2 - 0  |

## Demi-finales
| Équipe 1          | Résultat | Équipe 2         | Aller | Retour | Appui |
| ----------------- | -------- | ---------------- | ----- | ------ | ----- |
| Celtic FC         | 3 - 1    | VTJ Dukla Prague | 3 - 1 | 0 - 0  | -     |
| FC Internazionale | 3 - 2    | CSKA CZ Sofia    | 1 - 1 | 1 - 1  | 1 - 0 |

## Finale
| Finale                       | Celtic FC                  | 2 – 1   | FC Internazionale |                                                                                   |                                                                                   |
| Jeudi 25 mai 1967 18:30 WEST | Gemmell 63e · Chalmers 84e | (0 - 1) | 7e (pen.) Mazzola | Stade national du Jamor, Oeiras Spectateurs : 45 000 Arbitrage : Kurt Tschenscher | Stade national du Jamor, Oeiras Spectateurs : 45 000 Arbitrage : Kurt Tschenscher |
| Jeudi 25 mai 1967 18:30 WEST | Rapport                    |         |                   | Stade national du Jamor, Oeiras Spectateurs : 45 000 Arbitrage : Kurt Tschenscher | Stade national du Jamor, Oeiras Spectateurs : 45 000 Arbitrage : Kurt Tschenscher |

## Meilleurs buteurs
- Statistiques officielles de l'UEFA
- Rencontres de qualification non-incluses

| Rang | Buteur          | Club              | Buts |
| ---- | --------------- | ----------------- | ---- |
| 1    | Paul Van Himst  | RSC anderlechtois | 6    |
| 2    | Ernest Pohl     | KS Górnik Zabrze  | 5    |
| 2    | Arthur Thomas   | Linfield FC       | 5    |
| 2    | Stevie Chalmers | Celtic FC         | 5    |